# Wieliczka Rynek-Kopalnia
Wieliczka Rynek-Kopalnia – przystanek kolejowy w Wieliczce, w województwie małopolskim, w Polsce.

## Ruch pasażerski
| Rok  | Wymiana roczna | Wymiana pasażerska na dobę | miejsce w Polsce |
| ---- | -------------- | -------------------------- | ---------------- |
| 2017 | 1 790 000      | 4 900                      |                  |
| 2018 | 1 100 000      | 3 000                      |                  |
| 2019 | 949 000        | 2 600                      |                  |
| 2020 | 403 000        | 1 100                      |                  |
| 2021 | 402 000        | 1 100                      |                  |
| 2022 | 511 000        | 1 400                      |                  |

## Historia
Wieliczka Rynek-Kopalnia to końcowa stacja dla pociągów kursujących z Krakowa do Wieliczki (linia kolejowa nr 109).
Pierwotnie stacja nazywała się Wieliczka Rynek i została otwarta w 1928 roku. Po awarii w kopalni soli „Wieliczka” w 1992 roku została tymczasowo zamknięta. Pociągi kursowały wyłącznie do wcześniejszej stacji (Wieliczka). W kwietniu 2000 roku Polskie Koleje Państwowe zawiesiły przewozy pasażerskie na linii z uwagi na znikomą frekwencję pasażerów. Odcinek linii do stacji końcowej naprawiono w 2001 roku, po czym wznowiono kursowanie pociągów osobowych.
W 2012 roku otwarto nowy przystanek Wieliczka Rynek-Kopalnia znajdujący się o 270 m na zachód od starszego. W 2021 wybudowany został nowy budynek dworca, nawiązujący architekturą do zabytkowych dworców kolejowych.

## Galeria

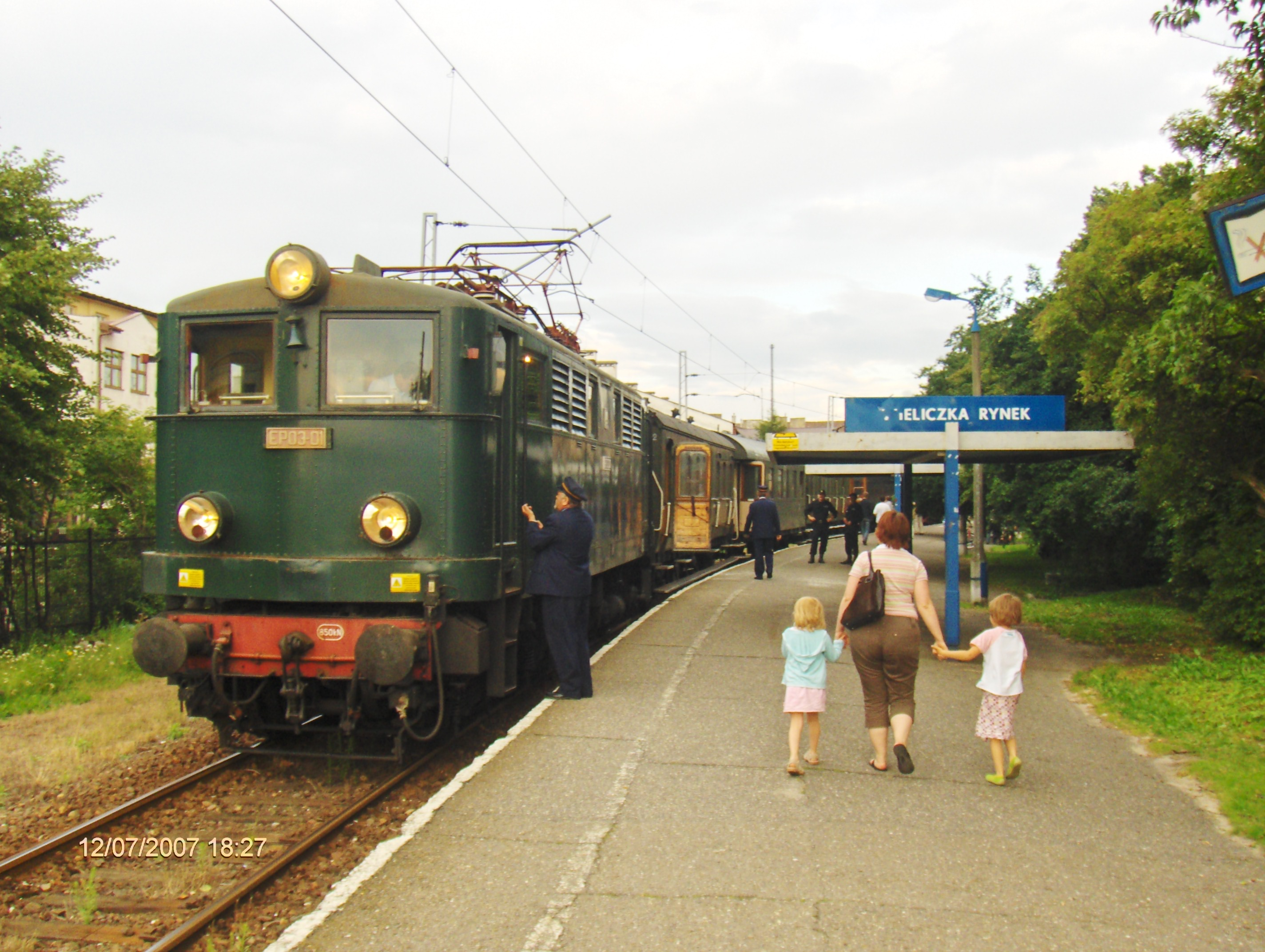
Zabytkowy pociąg prowadzony lokomotywą EP03 (2007)
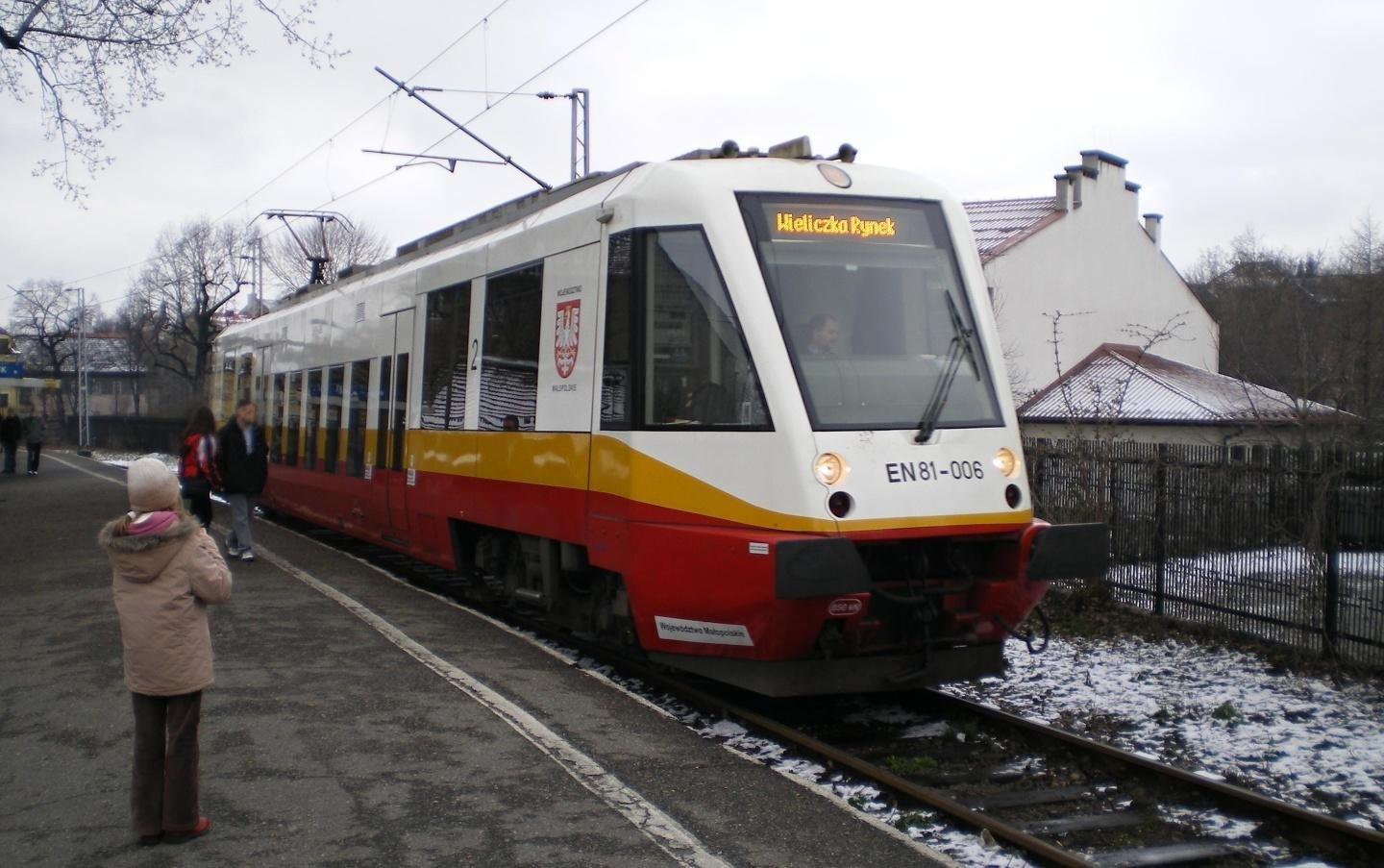
Wagon EN81-006 na przystanku (2008 )
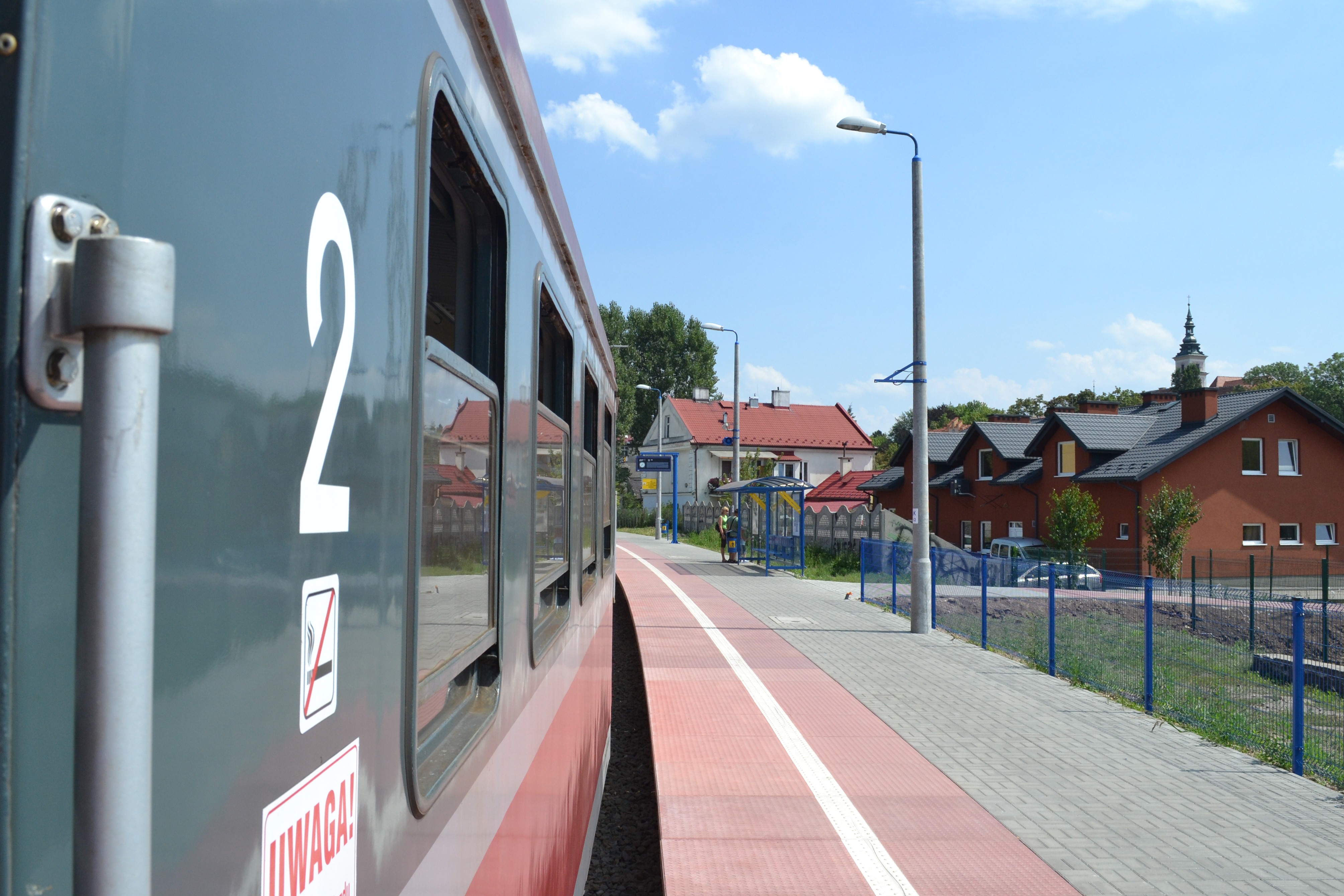
Zmodernizowany przystanek Wieliczka Rynek-Kopalnia (2012)
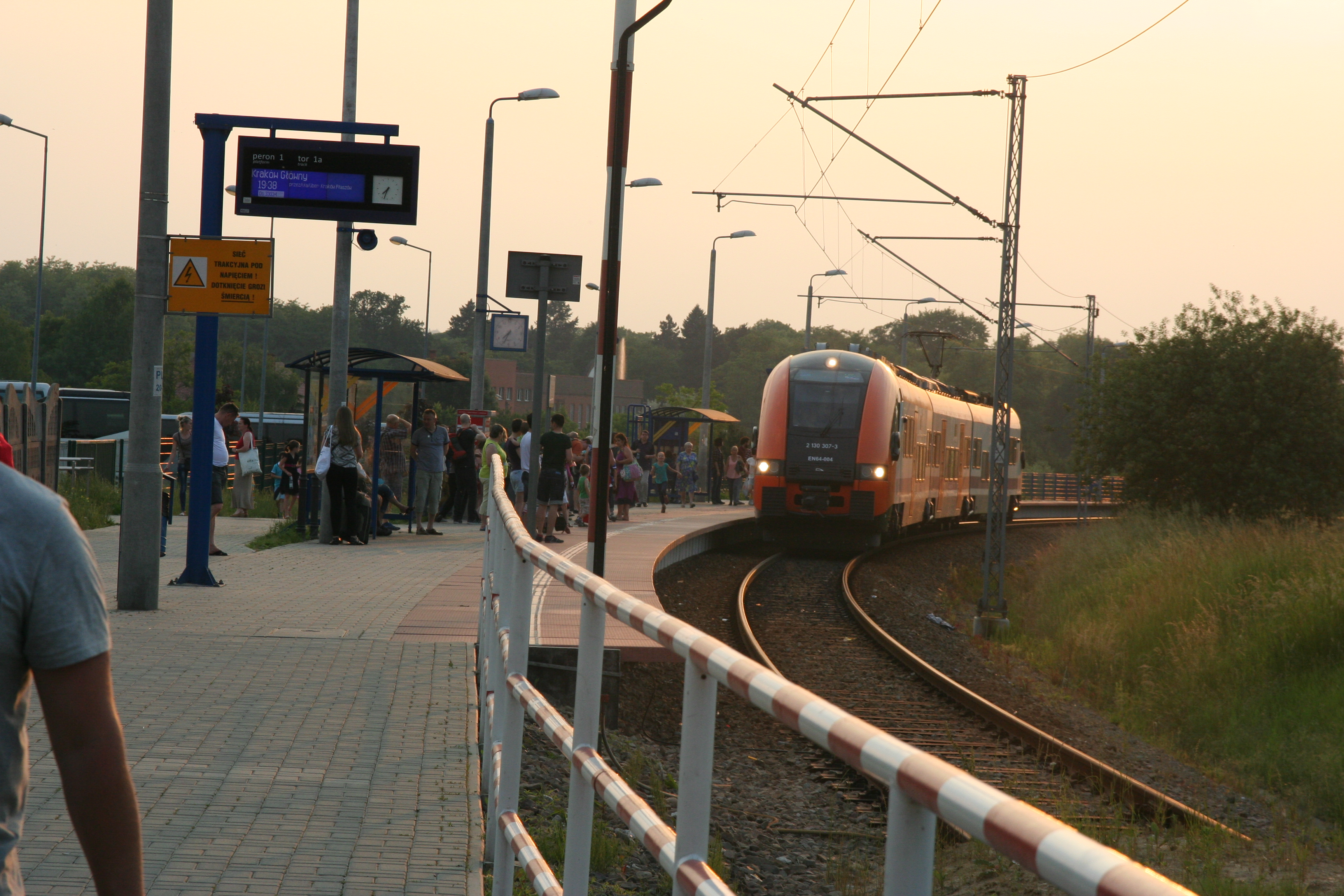
Jeden z weekendowych kursów pociągu Kolei Małopolskich (2015)
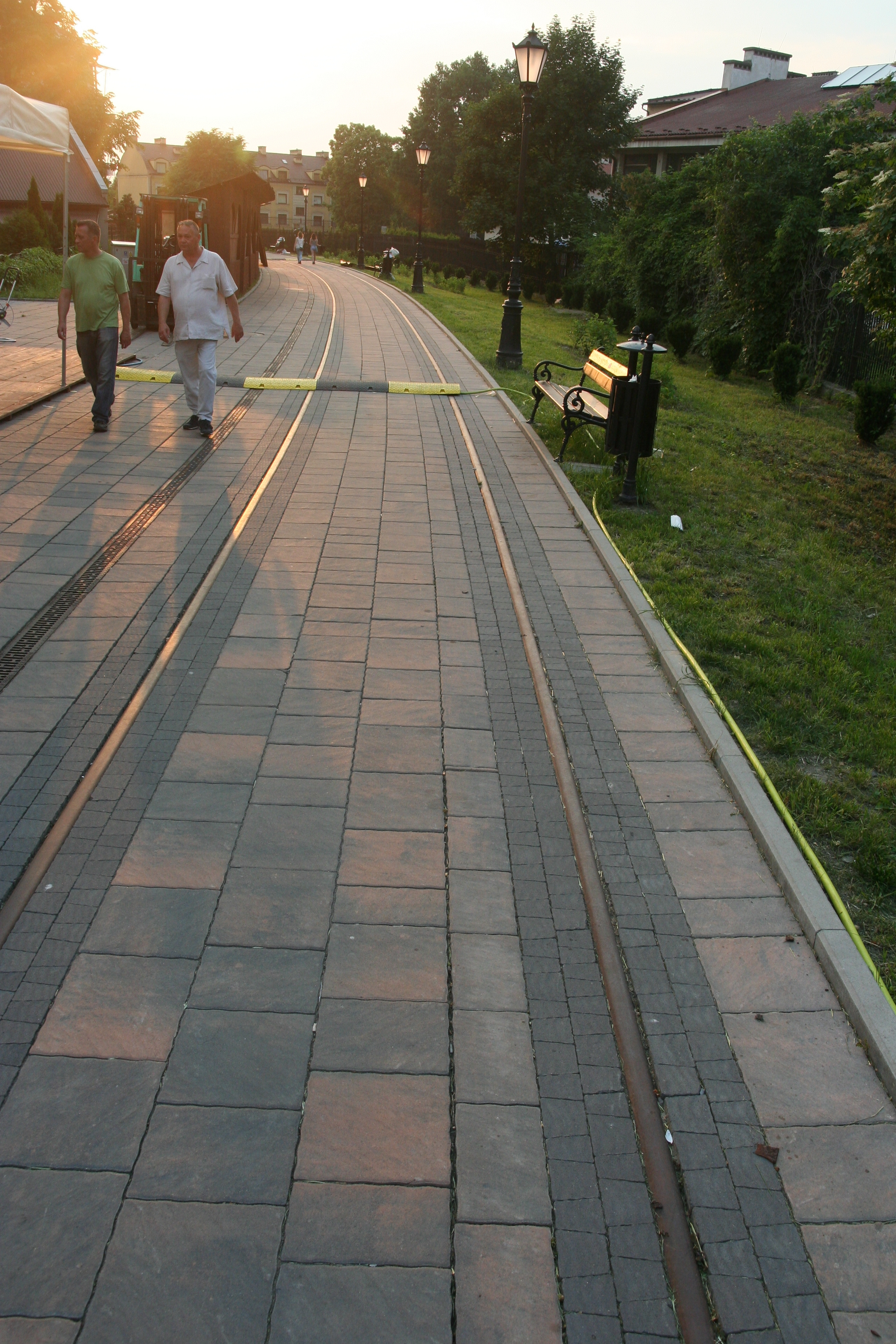
Tory kolejowe pozostawione w deptaku na pamiątkę istnienia dawnego przystanku (2015)
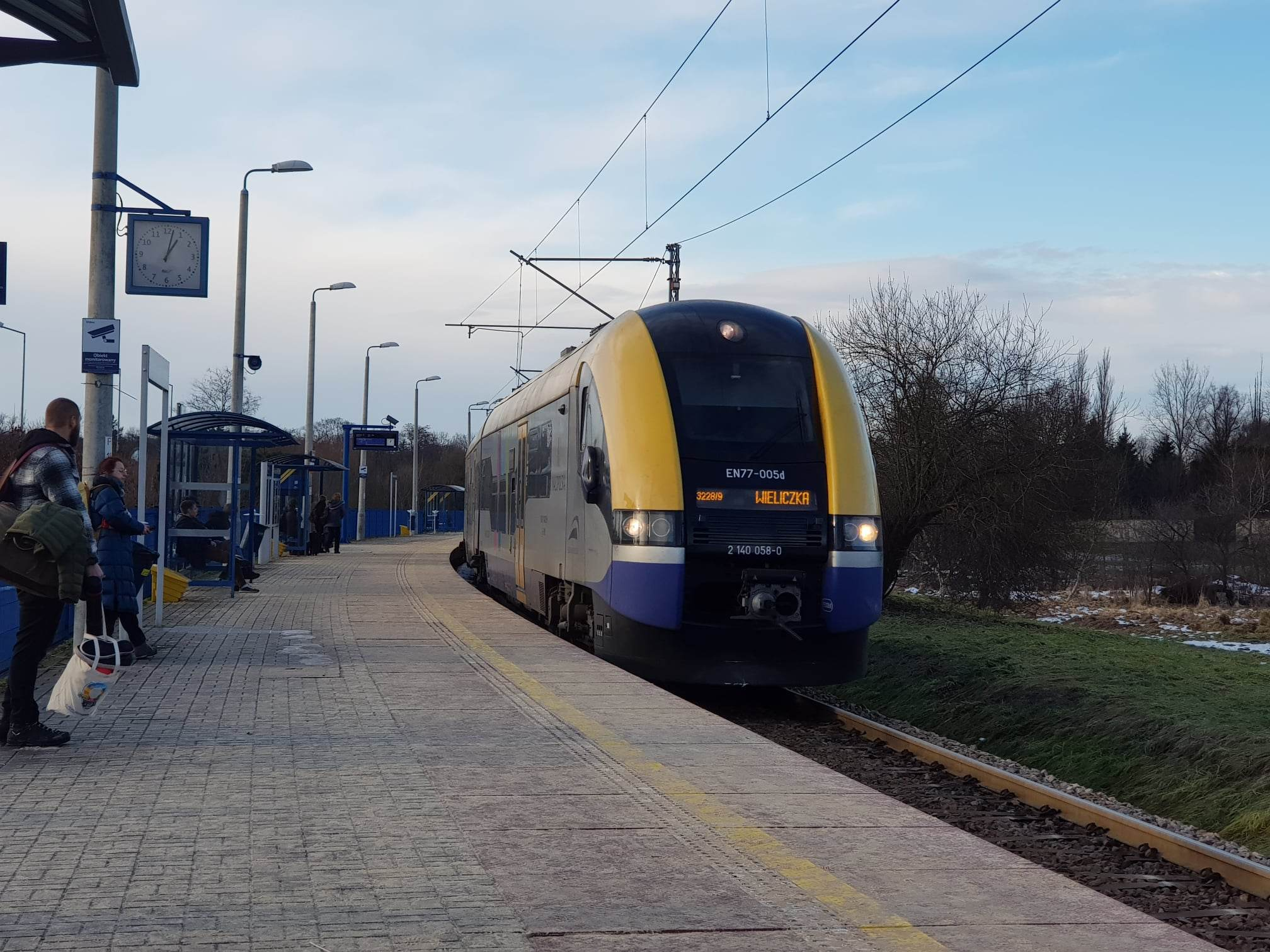
Jeden z weekendowych kursów linii SKA1 ze stacji Wieliczka Rynek-Kopalnia (2022)